# Файт Вернер фон Цимерн
Файт Вернер фон Цимерн (на немски: Veit Werner von Zimmern; Veit Werner Freiherr von Zimmern; * 15 юни 1479, Мескирх; † 25 април 1499, Зулц ам Некар) е фрайхер на Цимерн в Баден-Вюртемберг. Той се стреми да върне обратно собственостите на род Цимерн. Той е чичо на Фробен Кристоф фон Цимерн, авторът на „Цимерската хроника“. Фамилията е издигната на графове през 1538 г.

## Биография
Той е най-големият син на Йохан Вернер I фон Цимерн „Стари“ (1454 – 1495) и съпругата му Маргарета фон Йотинген († 1528), дъщеря на граф Вилхелм I фон Йотинген († 1467) и Беатриче дела Скала († 1466). Брат е на Йоханес Вернер фон Цимерн Млади (1480 – 1548), Готфрид Вернер фон Цимерн (1484 – 1554), граф на Цимерн-Вилденщайн, и на Вилхелм Вернер фон Цимерн II (1485 – 1575), граф на Цимерн, господар на Херенцимерн.
Баща му Йохан Вернер I има от 1487 г. конфликти с Верденбергите, получава имперска забрана (Reichsacht), загубва собственостите и бяга в Швейцария. Двамата най-големи сина Йоханес и Файт Вернер са изпратени в двора на пфалцграф и курфюрст Филип в Хайделберг. Файт Вернер се бори за връщането на бащиното му наследство. С помощта на пфалцграфовете на Пфалц и също на Еберхард I Брадатия фон Вюртемберг и град Ротвайл, той завладява обратно Оберндорф на 5 декември 1496 г. Максимилиан I оспорва това и на 7 февруари 1497 г. на имперското събрание в Линдау отново дава забрана против Файт Вернер и град Ротвайл. Максимилиан I обаче се стреми за дипломатическо решение на конфликта, съзнателно си взема време за това. Файт получава финансови проблеми, за да посещава съдилища и да ходи в императорския двор. Затова той взема пари от херцог Георг Богатия от Бавария-Ландсхут. Максимилиан I най-после се съгласява. Той поставя граф Айтел Фридрих II фон Хоенцолерн и Волф фон Фюрстенберг като секвестер (Sequester) в господството Мескирх и Верденберг и след два месеца му дава господството. Забраната против Файт Вернер е премахната, но с условието да стои далеч от Верденберите.
Файт Вернер иска да нападне Хауг фон Верденберг по пътя му към събрание на съда. Хауг едва е спасен от племенника му. Някои от придружителите му са убити или се удавят при бягството им в Дунав. Тези разправии водят до отслабването на тялото на Файт Вернер. По пътя за участието му в швейцарската война той припада от умора при Зулц ам Некар и умира след един ден, на 25 април 1499 г. В „Цимерската хроника“ се предполага, че може би Файт Вернер е отровен.